# Carlos Antônio, Príncipe de Hohenzollern
Carlos Antônio de Hohenzollern-Sigmaringen (Krauchenwies, 7 de setembro de 1811 — Sigmaringen, 2 de junho de 1885), foi o último príncipe soberano de Hohenzollern-Sigmaringen, além de ter sido primeiro-ministro da Prússia de 1858 à 1862.
Carlos Antônio era o único filho varão do príncipe Carlos, Príncipe de Hohenzollern-Sigmaringen, que abdicou em favor de seu filho no dia 27 de agosto de 1848, e de sua primeira esposa, Maria Antonieta Murat (sobrinha de Joaquim Murat).
O príncipe Carlos Antônio foi casado com a princesa Josefina de Baden, filha do grão-duque Carlos II de Baden, e neta do grão-duque Carlos Frederico de Baden. Eles tiveram seis filhos:
- Leopoldo (1835-1905);[2]
- Estefânia (1837-1859), tornou-se Rainha Consorte de Portugal por seu casamento com o Rei D. Pedro V de Portugal;[2]
- Carlos (1839-1914), rei da Romênia;
- Antônio (1841-1866), morto na Batalha de Königgrätz;
- Frederico (1843-1904);
- Maria Luísa (1845-1912), esposa do príncipe Filipe, Conde de Flandres, e mãe do rei Alberto I da Bélgica.